# 怀邦会馆
怀邦会馆位于中华人民共和国河南省禹州市市区西北隅文卫路东侧，原名“覃怀会馆”，为怀庆府的药商于清同治十一年所建（1872年）。由于修建会馆的砖面上模印有阳文“怀邦”二字，故得名。

## 历史背景
怀庆府特产“四大怀药”，也产生了不少经营怀药的药商，简称“怀商”。怀商之间通过合作，形成商业联合体，称为怀庆药邦或怀庆商邦，简称“怀邦”。为方便货物交易和扩大经营规模，怀商先后在被称作“四大药都”的中药材集散地（河北安国、河南禹州、安徽亳州、江西樟树）、以及北京、天津、武汉、长沙、晋城等地建了数十家怀庆会馆，禹州怀帮会馆为其中保存最为完好的一处。

## 建筑
怀邦会馆坐北朝南，占地约15亩，规模宏大。现存古建筑有影壁、大门、戏楼、东西廊房、卷棚、大殿等。
影壁位于中轴线最南端，东西宽17.1米，基台用青石条和弧形砖砌筑，上用砖筑双层须弥座。中央的壁面用大小不一的六角形砖砌出几何纹图案，两侧壁面用方砖砌成菱形图案。壁身上为单檐歇山顶，檐下雕刻方椽。会馆大门位于影壁以北，正面为大门，背面则为戏楼，面阔三间，进深二间，单檐歇山顶，覆孔雀蓝色琉璃瓦，屋顶前后坡中央用赭石色琉璃瓦拼出菱形图案。戏楼两侧与耳房相连，形成面阔五间的抱厦式建筑。
会馆中轴线北侧为连为一体的拜殿和大殿，为会馆的主体建筑。拜殿和大殿均面阔五间，拜殿在前，进深一间，为单檐歇山顶，大殿在后，进深三间，为单檐悬山顶，均用孔雀蓝色琉璃瓦覆盖殿顶，正中用赭石色琉璃瓦做菱形图案。斗拱、额枋、平板枋、雀替、梁头等处有人物故事、花草名木、二龙戏珠、狮子麒麟、蝴蝶松鼠、亭台楼阁等图案的浮雕，并有垂花柱。大殿内供奉着关羽像，两侧供奉医圣张仲景和药圣孙思邈像。大殿前两侧为东西廊房，均为面阔五间，进深二间的悬山顶建筑。

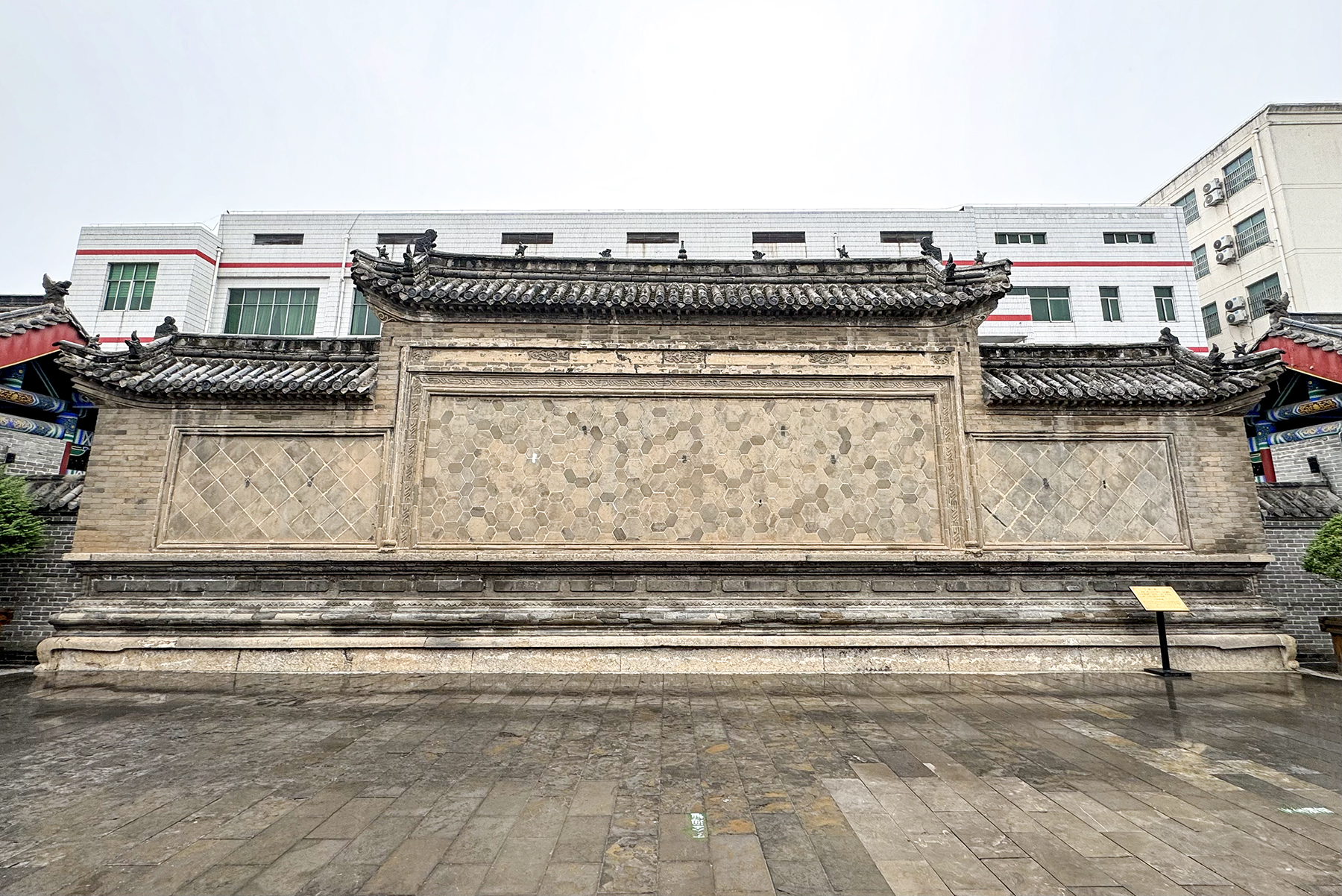
照壁
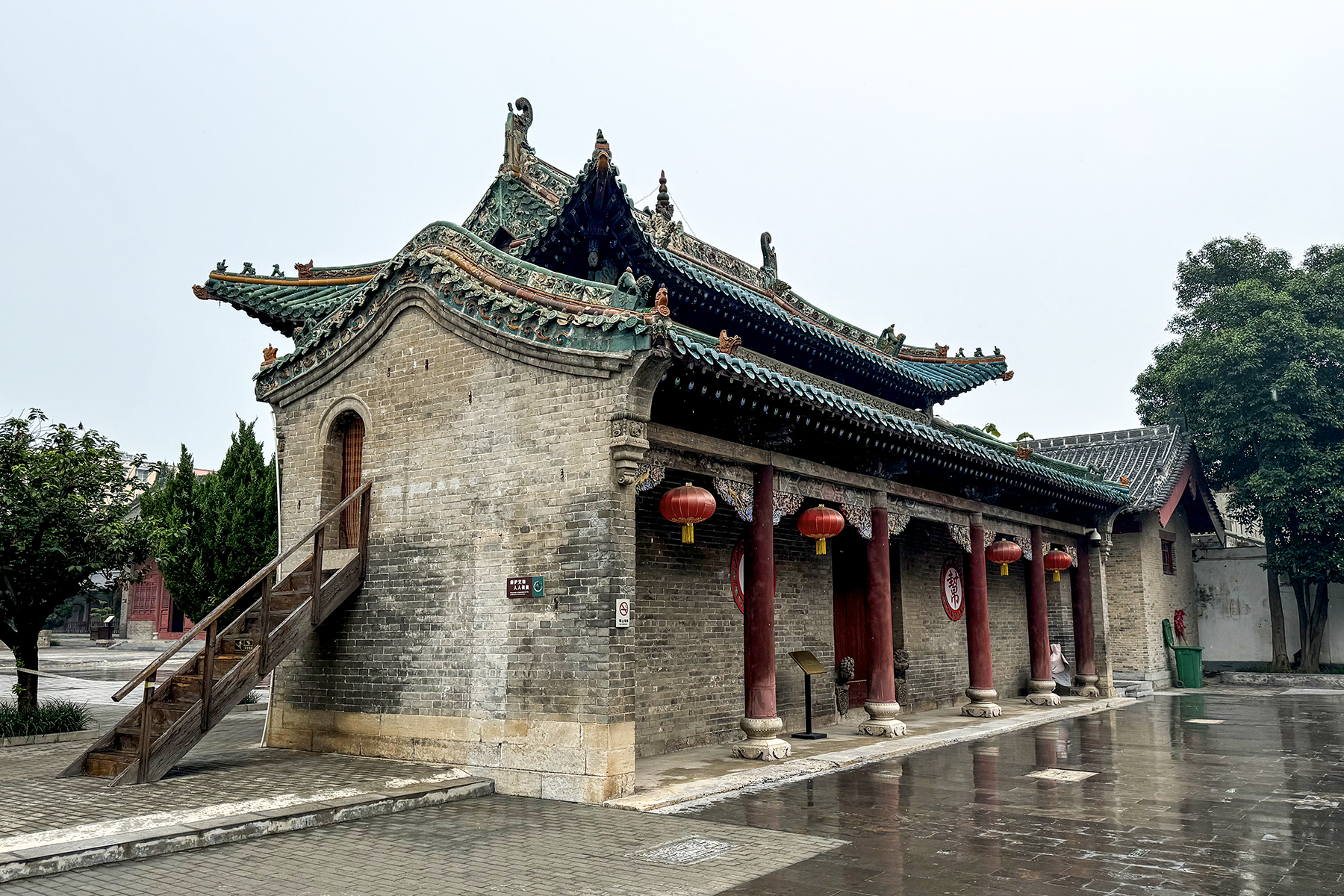
大门
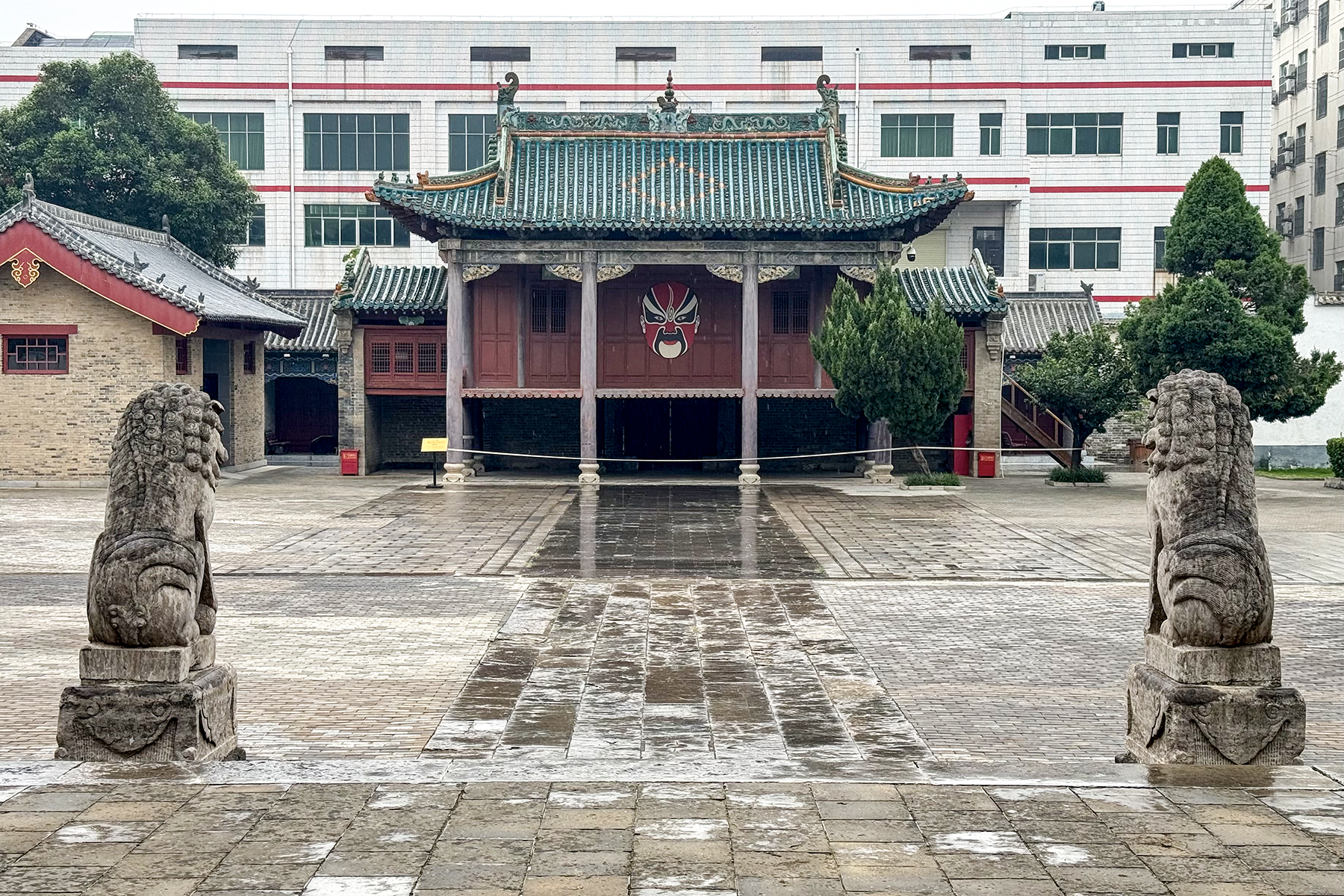
戏楼
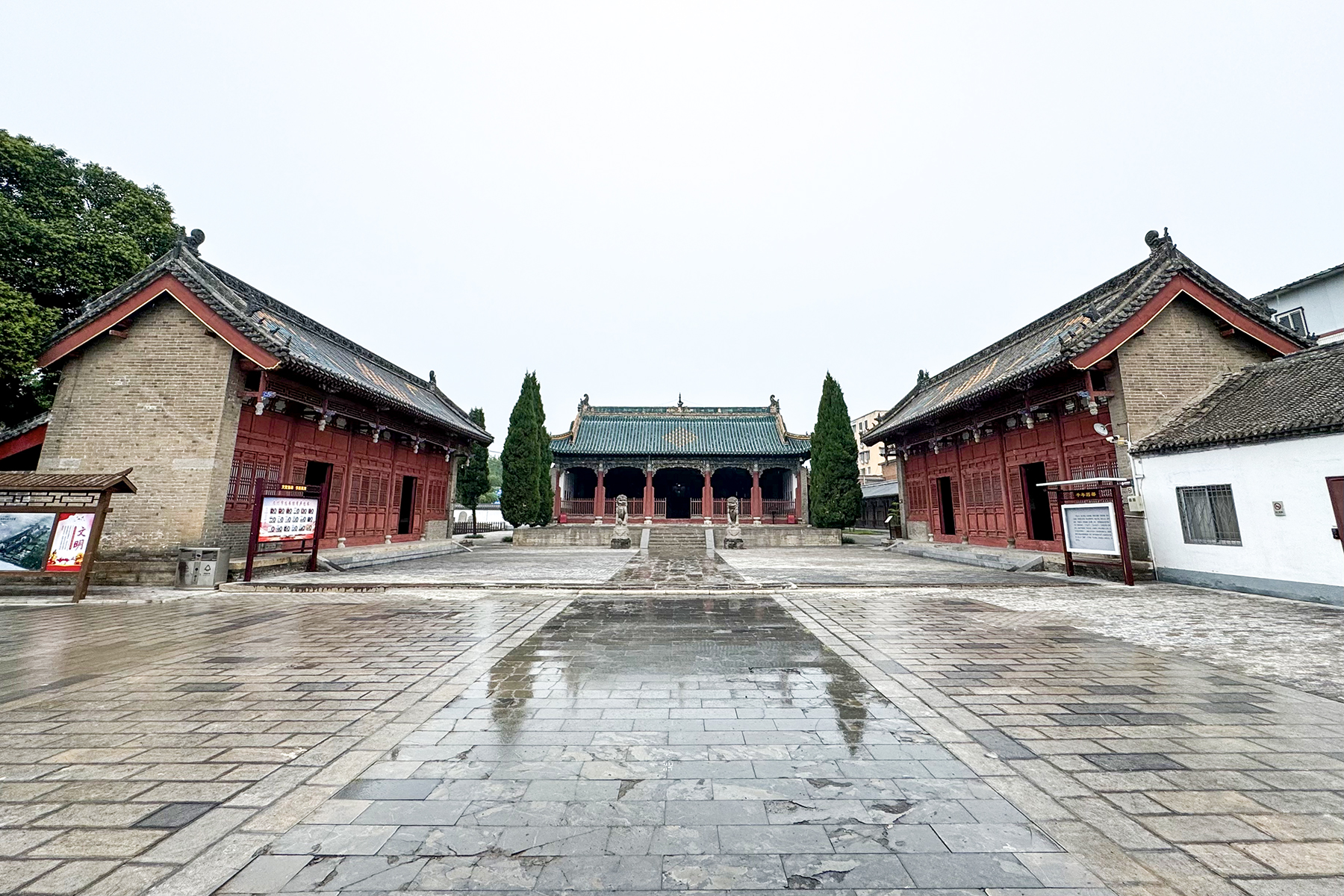
卷棚大殿与东西廊房

## 保护情况
怀邦会馆于2000年9月25日被河南省人民政府公布为第三批河南省文物保护单位，2019年10月7日被中华人民共和国国务院公布为第八批全国重点文物保护单位。